# Etisalat Tower 2
L'Etisalat Tower 2 est un gratte-ciel de bureaux de 185 mètres de hauteur et de 33 étages, construit à Dubaï en 2007.
Tous les gratte-ciel de la société Etisalat se caractérisent par la présence de cette structure sphérique à leur sommet.